# Ichthyophis paucidentulus
Ichthyophis paucidentulus é um anfíbio gimnofiono da família Ichthyophiidae endémica da Indonésia.